# Marcus Valerius Messalla Messallinus
Marcus Valerius Messalla Messallinus war ein römischer Politiker und Senator.
Valerius Messalla war der Sohn des Marcus Valerius Messalla Messallinus Corvinus, Konsul im Jahr 3 v. Chr., und der Calpurnia. Sein Großvater war der Literatur- und Kunstmäzen Marcus Valerius Messalla Corvinus. Von Valerius Messallas politischer Karriere ist nur sein ordentliches Konsulat bekannt, welches er zusammen mit seinem Onkel Marcus Aurelius Cotta Maximus Messallinus im Jahr 20 n. Chr. bekleidete.  Das Amt führten die beiden das gesamte Jahr aus, was unter Kaiser Tiberius einmalig war. Im Konsulat empfingen sie zusammen mit dem Senat und dem Volk die Asche des Germanicus, die nach Rom gebracht worden war.